# Štefan Maixner
Štefan Maixner (* 14. dubna 1968 Bratislava) je bývalý slovenský fotbalista, útočník.

## Fotbalová kariéra
Hrál za DAC Dunajská Streda, ŠK Slovan Bratislava, FK Drnovice, Artmédii Petržalka a FC ViOn Zlaté Moravce. V evropských pohárech nastoupil v 11 utkáních. Za slovenskou reprezentaci nastoupil ve 3 utkáních. Začínal jako útočník, končil kariéru jako obránce. Mistr Slovenska 1994, 1995, 1996 a 2005.